# Вулиця Якова Петруся
Вулиця Якова Петруся — одна з вулиць Кременчука. Протяжність близько 1800 метрів. До 31 травня 2016 року називалася вулицею Маршала Жукова.

## Походження назви
Вулиця названа на честь Якова Самойловича Петруся — підполковника Армії УНР.

## Опис та розташування
Вулиця розташована у північній частині міста у Великій Кохнівці поблизу кварталу 278. Починається від Полтавського проспекту та прямує на північний захід, де входить у Проспект Лесі Українки біля гіпермаркету Велмарт (колишнього Простору). Забудова вулиці приватна одноповерхова. Назву вулиці носить зупинка громадського транспорту.
Перетинає такі вулиці:
- Провулок Давида Гурамішвілі
- Вулиця Володимира Винниченка
- Тупик Айвазовського
- Провулок Якова Петруся
- Провулок Генерала Карбишева
- Вулиця Генерала Карбишева

## Будівлі та об'єкти
- Буд. № 48 — ТОВ Еко-енерго[3]
- Буд. № 104 — Релігійна громада християн віри євангельської п'ятидесятників «Віфанія»[4]
- Буд. № 140 — Кременчуцький навчально-виробничий комбінат‎